# 미카엘 페르스브란트
미카엘 페르스브란트(Mikael Persbrandt, 1963년 9월 25일 ~ )는 스웨덴의 배우이다.

## 출연 작품
- 인 어 베러 월드
- 킹 아서: 제왕의 검
- 거미줄에 걸린 소녀 - 알렉산더 잘란체코 역
- X&Y